# Sidi Alouane
Sidi Alouane (arabe : سيدي علوان) est une ville du Sahel tunisien située à 18 kilomètres au sud-ouest de Mahdia.
Rattachée au gouvernorat de Mahdia, elle constitue une municipalité comptant 7 500 habitants en 2014 et constitue le chef-lieu d'une délégation. Une scission territoriale intervient avec le décret du 26 mai 2016 qui crée la municipalité de Zelba.

## Étymologie
Sidi Alouane doit son nom à un saint ayant vécu au XIVe siècle : Sidi Alouane Ben Saïd.

## Économie
Elle polarise un espace agricole dominé par la culture de l'olivier.

## Culture
Chaque été s'y déroule un festival polyculturel où se rencontrent des écrivains.